# Gheorghe Piticari
Gheorghe Piticari (n.1940 - d.1993) a fost un deputat român în legislatura 1990-1992, ales în județul Iași pe listele partidului FSN. Gheorghe Piticari a demisionat la data de 25 martie 1991 și a fost înlocuit de deputatul Gheorghe Roman.